# Карневал у Венецији
Карневал у Венецији (ital. Carnevale di Venezia) манифестација је која се организује једном годишње. Почетак и крај карневала су директно везани за црквени календар Католичке цркве (односно зависе од дана на који ће пасти Ускрс). Карневал се завршава сваке године на католички празник Martedi Grasso, 40 дана пре Ускрса.  Град са 400 мостова и 117 канала у овом периоду једна велика позорница украшена у сваком погледу. Карневал се сматра државним празником, те је обавеза да се маскира и нико не сме да ради, осим оних који зависе од туриста. Само за време карневала локалци долазе у Венецију да тргују, осталих месеци живе раде у другим деловима Италије.  Зато је карневал једини и највећи извор привредног и економског раста. Некада број посетилаца премаши број од 300.000, зато је Венеција увела од 01.04.2023. таксу за улаз у град од 5еур како би опстао одрживи развој града и смањио се проток људи. Карневал у Венецији је као народни фестивал за туристе

## Историја
Према предању, почетак карневала датира из дванаестог века (1162.године) и победе Венецијанске републике над патријаршијом Аквилеја. Усхићени вестима о победи, грађани су се окупили на тргу Светог Марка у Венецији и отпочели са слављем, када се претпоставља да је карневал тада и почео.  Италијани су у 13.веку користили маске да би сакрили идентитет. Маска је маглила границе између представника различитих класа и слојева у друштву и помагала успостављању нових контаката, што је у то време било немогуће. У седамнаестом и осамнаестом веку, Венецијански карневал постаје надалеко позната манифестација. Ипак, 1797. године аустријски цар забрањује организовање ове манифестације, као и ношење маски.Наполеон је покушао да уништи Венецијански карневал, али није успео у томе. Након што је Бонапарта освојио Италију, забранио је карневал. Тиме је хтео да нагласи да је независност Италије изгубљена. Ова манифестација је обновљена тек 1979. године на иницијативу италијанске владе.

## Програм
Карневал у Венецији сваке године има другачију тему карневала. У суштини, то значи да већ добро познат програм карневала, са тачно дефинисаним манифестацијама сваког дана трајања карневала, може претрпети само минијатурне измене. Углавном пада у периоду од јануара до марта.  Конкретно ове 2023, године је било у знаку Марка Пола јер је 700 година од његове смрти, једног од најпознатијих италијанских трговаца и путника.
Занимљивости о Марку Полу: Марко Поло је оставио неизбрисив траг у људској историји, не само кроз своја путовања, већ и кроз ствари које су по њему добиле име.Подврста оваца поли (латински назив овис  ammon polii), описана током преласка планине Памир, носи име по Марку Полу, као знак признања за његова открића. Такође, 1851. године, једрењак-клипер изграђен у Сент Џону, у Њу Брунсвику, назван је "Марко Поло", поставши први брод који је опловио свет за мање од шест месеци. Књига Марка Пола Il millione" представља једно од најзначајнијих дела у људској историји, заузимајући треће место по броју превода и читаности, одмах после Библије и Курана. Приче о далеким земљама и чудима које је видео надахнуле су хиљаде пустолова и истраживача, укључујући и Кристофора Колумба, да крену у потрагу за непознатим, желећи да доживе барем део онога о чему је Марко Поло причао. Његове приче имале су кључни утицај у добу великих открића, а географске карте Далеког истока вековима су цртане на основу његовог путописа. Занимљиво је и како је настала реч "милион". По повратку у Венецију, Марко Поло је својим причама, често увеличавајући чињенице и бројке, постао познат по мегаломанским описима. У то време, за број 1.000.000 није постојао посебан израз, већ се користило "хиљаду хиљада". Будући да је друго име Марка Пола било Емилио, венецијански народ је убрзо почео да користи израз "emilioni", из кога је касније настао назив за нови број - "милион". Седам векова након Марка Пола, његово име и даље живи као симбол знатижеље, истраживања и тежње за бољим разумевањем света који нас окружује.
Карневал у Венецији отпочиње церемонијом отварања, коју прати реприза церемоније отварања следећег дана. Затим следе: поворка Марија (дванаест младих венецијанских девојака), ишчекивање анђела и лет анђела, ишчекивање орла и лет орла. Последњег дана карневала одржава се церемонија затварања на Тргу Светог Марка, при чему се крунише Марија, једна од венецијанских девојака која је победила на такмичењу за најлепшу Марију тренутног издања карневала. Млечани тада пале лутке и терају зле духове из града, слави се до дубоко у ноћ. Звонима се оглашава крај карневала и тада званично почиње пост.
- Бал под маскама - све се одвија под маскама. И туристи и  Италијани из свих делова земље носе маске и тада Венеција постаје најпосећенији град на свету.
- Лет анђела - Спуштање анђела с црквеног торња Базилике светог Марка на истоимени трг традиционално је један од најважнијих догађаја Венецијанског карневала као почетка манифестације уз звук звона Катедрале и фанфара уживо.
- Смотра гондола - Гондолијери су такође маскирани када превозе туристе. Данас постоји 400 гондолијера чији се занат преноси са оца на сина. Дугачке су 11м, широка од 1,40м до 1,60м и тешка 600кг. Нагнутост треба да је у пропозицији са тежином гондолијера, лева страна је 24цм шира од десне, па су тако уједначене тежине- Карте су дупло скупље од стандардне цене али је узбудљива перспектива на карневал.
- Концерти и изложбе -  све је украшено маскама, муранским стаклом, костимима и осталим ручним радовима које су уметници изложили украшавајући излоге.
- Избор краљице карневала - увек се задњег дана карневала бира најлепши костим кроз дефиле учесника. Јер се костими, који су искључиво ручно рађени са уникатним комадима са материјалима високог квалитета, израђују и по годину, јер се сваки детаљ гледа, од шминке испод маске, преко рукавица до ципела. Те да би неки костим понео синомом "најлепши" битна је перфекција, оригиналност и беспрекорност.

## Место одржавања
Дешавања се одржавају широм Венеције на отвореном и затвореном. Одржавају се на трговима, на великом броју канала, споредних улица, на мостовима и посетиоце забављају свирачи, акробате, мађионичари. Такође се многе манифестације, попут изложби уникатних радова, маски, уметнина и концерата, одржавају у палатама, црквама и музејима. На улицама ћете видети многе уметнике који Вам стоје на располагању уколико се одлучите на осликавање. Маске и костиме који осликавају дух ондашњег времена можете понети, купити или изнајмити и дозвољено Вам је да будете шта год пожелите. Организују се и раскошни балови у неким палатама. Централна дешавања су на Тргу Светог Марка/Piazza San Marco.   Простор трга је трапезоидног облика и дуг је 170м, омеђен објектима као театарска сцена.

## Маске
“Buongiorno, siora mascara” је чувена изрека којом се поздрављају маске, а реченица је из Моцартове опере којом је и он сам лично дао печат овој венецијанској традицији. Праве маске никада не разговарају једна са другом - максимално, могу да шапућу. Не покушавајте да говорите са маском, јер ће вам она одговорити само гестовима. Када се сретну маске се клањају једна другој, чак и ако се сретну неколико пута дневно. Под маскама је свако био непрепознатљив и сакривен и то је омогућавало слободније понашање, бег од садашњости, али и уживање у пороцима. Маске имају свој кодекс понашања. Традиционална мачја маска настала је због недостатка ових животиња. У Венецији је било доста мачака и људи су се доста занимали за њих. Историчари верују да је управо то разлог зашто се појавила једна од традиционалних масака - Мачка маска. 
Pierre Cadin, модни дизајнер постао је аутор песме карневала, јер се карневал не одваја од света моде.
Лекар куге је заиста постојао. У то време, куга је беснела Европом и болест је похарала око 80 милиона људи, а костим доктора је постао симбол епохе. Маска није случајно личила на птичји кљун већ је имала практичну намену. У шупљину је стављана гомила лековитог биља, а лекар је био мање угрожен при удисању.
Маске се сликају са свима и никада не захтевају накнаду за слике.

### Израда маски
Данас се маске а и костими креирају по скицама најбољих уметника, а карневал постаје претеча трендова високе моде. Сматрало се да су маске израђивали сами венецијански мајстори који су били цењени уметници са великим угледом у друштву. Постоје различите врсте маски које се носе на карневалу. Израђују се од различитих материјала, папира или коже. Могу бити украшене гипсаним детаљима са позлатом, драгим и полудрагим камењем, као и да буду ручно осликане.
- Баута
- Колумбина
- Морета
- Маска са белим кљуном (ital. Medico della peste)
- Ларва или волто маска

Баута је најпопуларнија венецијанска маска. Прекрива горњи део лица до образа, тако да особа која носи маску може да несметано разговара, али и да једе и пије.

#### Колумбина
Колумбина прекрива само очи, нос и горњи део образа. Њу су искључиво у прошлости носиле жене, али у данашње време могу да се сретну и мушкарци са тим маскама. Ове маске су се украшавале златом, сребром, различитим кристалима и кожом.

#### Морета
Морета је женска маска овалног облика коју су носиле жене. Била је често са баршуном и велом. Особе које су је носиле нису могле да говоре. Постојали су само отвори за очи.

#### Маска са белим кљуном
То је најпрепознатљивија маска Карневала у Венецији. Првобитно се користила као превенција приликом заразних болести, а касније као карневалска маска.

#### Ларва
Ларва је врло популарна венецијанска маска. Најчешће је беле боје и носи се уз троруби шешир и плашт. Направљена је од воска и финих тканина. Чува цело лице, тако да особа не може да се препозна.

## Галерија
- Карневал у Венецији, 2007.
- Карневал у Венецији, 2011.
- Карневал у Венецији, 2013.
- Карневал у Венецији, 2013.
- Карневал у Венецији, 2013.
- Карневал у Венецији, 2017.